# Luc Agbala
Luc Agbala   (Kandé, 23 de setembre de 1947 - París, 18 d'octubre de 2010) fou un futbolista togolès de la dècada de 1970 i àrbitre de futbol.
Fou internacional amb la selecció de futbol de Togo.
Pel que fa a clubs, destacà a Diables Rouges de Lomé i Lomé I, fusió de Dynamic Togolais, Etoile Filante de Lomé i Modèle Lomé.
Un cop es retirà, esdevingué àrbitre internacional.